# Kókshetaú
Kókshetaú (cu alfabet chirilic Көкшетау; cu alfabet arab كوكشەتاۋ, în rusă Kokcetav, transliterat: Кокчета́в) este un oraș din Kazahstan și centrul administrativ al provinciei Akmola. Populația orașului în anul 2012 a fost de 136.922 de locuitori. Printre grupurile etnice ce trăiesc în oraș se numără: kazahi (51,31 %), ruși (33,20 %), ucraineni (4,57 %), tătari (2,79 %), germani (1,84 %), polonezi (1,64 %), belaruși (1,35 %)  și inguși (1,32 %).

## Transport

### Aerian
- Aeroportul Internațional Kókshetaú